# Östra Balltorp
Östra Balltorp – miejscowość (tätort) w Szwecji, w regionie administracyjnym (län) Västra Götaland, w gminie Mölndal.
Według danych Szwedzkiego Urzędu Statystycznego liczba ludności wyniosła: 2765 (31 grudnia 2018) i 2708 (31 grudnia 2019).